# Bear (Delaware)
Bear è un census-designated place (CDP) degli Stati Uniti, situato nella Contea di New Castle nello stato del Delaware. La popolazione era di 17.593 abitanti secondo il censimento del 2000.

## Storia
Originariamente nasce come crocevia nella campagna a sud del centro di Wilmington, con la presenza di coltivazioni di mais. A cavallo fra gli anni 1980 e i 1990 Bear diventa oggetto di un importante boom edilizio che porta alla costruzione di quartieri residenziali e anche di centri commerciali lungo il tragitto della US Route 40. Bear non venne mai incorporata come città, ma piuttosto venne definita come l'area residenziale caratterizzata dai ZIP code 19701 e 19702.
Secondo una leggenda comune, il nome "Bear" (orso), ebbe origine da una taverna posta lungo la strada fra Wilmington e Dover (all'incrocio fra la US 40 e la State Route 7), la cui insegna rappresentava un imponente orso.

## Geografia fisica
Secondo i dati dello United States Census Bureau, il CDP si estende su una superficie complessiva di 14,9 km², tutti quanti occupati da terre.
Bear si trova a breve distanza dal fiume Delaware, a metà strada fra le città di Newark e di Delaware.

## Popolazione
Secondo il censimento del 2000, a Bear vivevano 17.593 persone, ed erano presenti 4.544 gruppi familiari. La densità di popolazione era di 1.183,4 ab./km². Nel territorio comunale si trovavano 6.265 unità edificate. Per quanto riguarda la composizione etnica degli abitanti, il 66,91% era bianco, il 26,79% era afroamericano, lo 0,22% era nativo, e il 2,03% era asiatico. Il restante 4,05% della popolazione invece appartiene ad altre razze o a più di una. La popolazione di ogni razza proveniente dall'America Latina corrisponde al 5,50% degli abitanti.
Per quanto riguarda la suddivisione della popolazione in fasce d'età, il 33,0% era al di sotto dei 18 anni, l'8,5% era fra i 18 e i 24, il 36,7% fra i 25 e i 44, il 17,7% fra i 45 e i 64, mentre infine il 4,1% era al di sopra dei 65 anni d'età. L'età media della popolazione era di 30 anni. Per ogni 100 donne residenti vivevano 95,2 maschi.

## Istruzione
L'istruzione nell'abitato di Bear è garantita dalla presenza di tre distretti scolastici e di numerose scuole private. I distretti pubblici sono: Colonial School District, Christina School District e Appoquinimink School District, che serve anche il centro di Middletown. La maggior parte dei studenti di Bear frequentano la William Penn High School.